# Ours de Ravenne
Pour les articles homonymes, voir Ursus (homonymie) et Ours (homonymie).
Ours de Ravenne (en latin : Ursus, en italien : Orso) est un évêque de Ravenne de la fin du IIIe siècle ou du début du IVe siècle, vénéré comme saint par l'Église catholique et l'Église orthodoxe. Il est fêté le 13 avril, date de sa mort. La tradition lui attribue la construction de l'antique basilique Ursienne (détruite au XVIIIe siècle) et du baptistère des Orthodoxes.

## Biographie

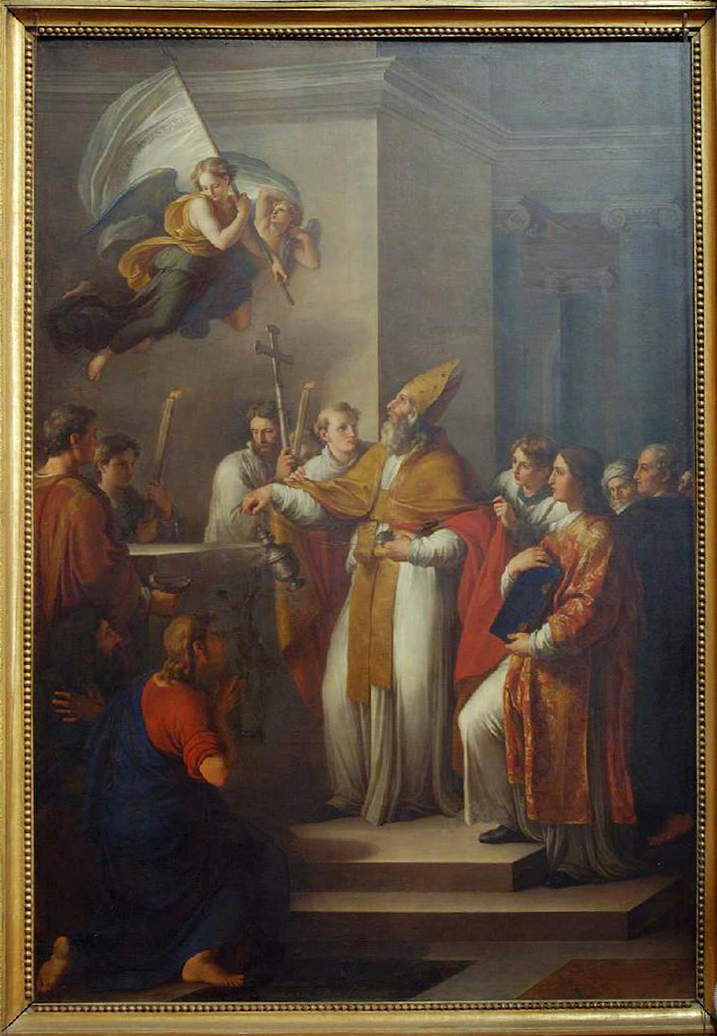
Vincenzo Camuccini, Saint Ours consacre la cathédrale de Ravenne, premier quart du XIX.

Ours fut évêque de la ville de Ravenne, dans l'empire romain d'Occident, à la fin du IIIe siècle ou du début du IVe siècle. Son panégyrique ne mentionne que le jour de sa mort, un 13 avril, dimanche de Pâques, et la durée de son épiscopat, vingt-six ans et quelques mois. Selon certains auteurs, il mourut en 396 ou 398. Pour Judith Herrin, la date de 426 correspond davantage, ce qui ferait d'Ours l'évêque en poste au moment de l'installation de la cour de l'empereur Honorius, en 402.
Le premier historien de Ravenne, Agnellus, qui écrit au IXe siècle, rapporte (sans l'avoir vue lui-même) que la tombe d'Ours se trouvait dans la cathédrale qu'il avait lui-même fondée, et nommée « basilique Ursienne » d'après son nom. Il cite également Pierre Chrysologue comme étant son successeur.
La tradition lui attribue aussi la construction du baptistère des Orthodoxes, un des principaux monuments paléochrétiens de Ravenne.

## Vénération
Ours de Ravenne est vénéré comme saint tant par l'Église catholique que par l'Église orthodoxe. Il est commémoré le 13 avril.